# مدلوویتسه (ناحیه ویشکوف)
مدلوویتسه (به چکی: Medlovice) یک منطقهٔ مسکونی در جمهوری چک است که در ناحیه ویشکوو واقع شده‌است. مدلوویتسه ۳٫۶ کیلومتر مربع مساحت و ۳۲۵ نفر جمعیت دارد و ۲۱۴ متر بالاتر از سطح دریا واقع شده‌است.